# Mar del Plata
Mar del Plata je město v Argentině, 400 km jižně od Buenos Aires. S 614 000 obyvateli (2010) jde o 7. největší město v Argentině a druhé největší město v provincii Buenos Aires. Jde o významný rybářský přístav na atlantickém pobřeží. Jméno Mar del Plata znamená "La Platské moře" nebo "moře přiléhající k La Platské oblasti". Jde o nejvýznamnější argentinské letovisko, každoročně se tu rekreuje zhruba 6 miliónů turistů. Nachází se zde kolonie lvounů hřívnatých. V roce 1938 zde spáchala sebevraždu významná latinskoamerická básnířka Alfonsina Storniová.